# Мартовски дани
Мартовски дани или мартовски догађаји (азер. Mart hadisələri) је био период међуетничких сукоба и окршаја који су се одиграли између 30. марта и 2. априла 1918. у граду Бакуу и суседним областима Бакуске губерније Транскавкаске Демократске Федеративне Републике.
Омогућени политичком борбом за моћ између бољшевика уз подршку Јерменске револуционарне федерације, ЈРФ (Дашнакцутјун, краћи облик Дашнак) с једне стране и азербејџанске Мусават партије с друге, догађаји су довели до гласина о могућој муслиманској побуни од стране бољшевичких и дашначких снага и успостављање краткотрајне Баку комуне у априлу 1918.
Већина историјских извора и извештаја тумачи мартовске догађаје у контексту грађанских ратних немира, док савремени азербејџански извори званично наводе мартовске дане као геноцид. Уследили су септембарски дани када је 10.000 етничких Јермена масакрирано од стране Армије ислама и њихових локалних савезника Азера након заузимања Бакуа.

## Позадина

### Политичка ситуација
После Фебруарске револуције, основан је Специјални транскавкаски комитет, који је укључивао јерменске, азербејџанске и грузијске представнике, да би управљао деловима Јужног Кавказа под контролом руске привремене владе. После Октобарске револуције, 11. новембра 1917, овај комитет је заменио Закавкаски комесаријат, познат и као Сејм, са седиштем у Тбилисију. Сејм се противио бољшевизму и тражио одвајање Јужног Кавказа од бољшевичке Русије. Да би се то спречило, 13. новембра 1917. група бољшевика и левих социјал-револуционариста (СР) прогласила је Бакуски совјет, управљачко тело које је преузело власт над територијом губерније Баку под вођством бољшевика Степана Шаумјана. Иако је Бакуски совјет укључивао Азербејџанце и Јермене који нису били ни бољшевици нити су нужно били наклоњени бољшевичким идејама, две националистичке партије и чланови Сејма ― Мусават и Јерменска револуционарна федерација ― одбиле су да признају његов ауторитет. Мусават са седиштем у Бакуу доминирао је муслиманским националним комитетима (МНК), представничким телом које је на крају формирало први парламент Азербејџанске Демократске Републике (АДР). Мамад Хасан Хајински председавао је Привременим извршним комитетом за МНК, док су Мамед Амин Расулзаде, Алимардан Топчубашев, Фатали Кан Којски и друге истакнуте политичке личности били међу 44 азербејџанска делегата у Сејму. У међувремену, ЈРФ, која је основана у Тбилисију, формирала је 27-члану јерменску делегацију у Сејму. Лидер Бакуског Совјета, Шаумјан, одржавао је контакте са ЈРФ-ом и гледао на то као на извор подршке за елиминисање утицаја Мусавата у Бакуу. Важно је напоменути да је током мартовских дана 1918. један од оснивача ЈРФ-а, Степан Зорјан, био присутан у Бакуу.
Након Октобарске револуције, руска војска се распала и њене јединице су масовно бежале са линија фронта, често узнемиравајући локално становништво. Забринут ситуацијом, Сејм је основао Војно веће националности, са јерменским, азербејџанским и грузијским представницима, које је располагало трупама. Када се велика група руских војника повукла са отоманске линије фронта у јануару 1918, шеф савета, грузијски мењшевик Ное Рамишвили, наредио је њихово разоружање. Руски војници су заустављени у близини станице Шамхор и, након одбијања да се предају, напале су их азербејџанске групе; догађај је постао познат као масакр у Шамхору. Бакуски совјет је искористио овај инцидент у своју корист против Сејма.
Сејм је 10-24. фебруара 1918. усвојио декларацију о независности којом је проглашена Закавкаска Демократска Федеративна Република. У међувремену, да би подржала јерменски отпор против Отоманског царства, британска влада је покушала да реорганизује и обучи групу Јермена са Кавказа под вођством генерала Лајонела Данстервила у Багдаду. Савезници су такође дали Јерменима 6.500.000 рубаља (3.250.000 долара вредности из 1918. године) финансијске помоћи. Поред тога, Јерменска национална организација Кавказа формирала је Јерменски војни комитет у Петрограду под генералом Баградунијем и позвала сво јерменско војно особље расуто широм Русије да се мобилише на Кавкаском фронту. Као одговор на овај позив, почетком марта 1918. године, велики број Јермена се окупио у Бакуу, придруживши се групи од 200 обучених официра у пратњи генерала Баградунија и суоснивача ЈРФ-а Степана Зоријана.
Азербејџанци су постајали све сумњичавији да је Шаумјан, који је био етнички Јермен, у завери са Дашнацима против њих. Јединице Кавкаске домородачке коњичке дивизије, састављене од кавкаских муслимана који су служили у царској руској војсци, тако назване „дивљачка“ дивизија, разоружале су пробољшевички гарнизон у Ланкарану и дагестански побуњеници под командом Имама Најм ул-дин Готсинског истерали су бољшевике из Петровска(данас Махачкала), прекинувши копнене комуникације Бакуа са бољшевичком Русијом. Примирје у Ерзинџану, након чега је уследио Брест-Литовски споразум потписан 3. марта 1918, формализовао је излазак Русије из Првог светског рата. Према Ричарду Г. Хованисијану, тајни анекс Уговора из Брест-Литовска обавезао је бољшевике да демобилишу и распусте етничке јерменске групе на територијама које су претходно биле под руском контролом. На следећој мировној конференцији у Трабзону, отоманска делегација је позвала на јединствен став Сејма пре него што преговори буду завршени. Бољшевици су постајали све забринутији због настајања Закавкаске федерације, и у датој ситуацији, морали су да бирају између Мусавата и ЈРФ-а у борби за доминацију над највећим градом Закавказја. Тако је Бакуски совјет био увучен у националистичку борбу између Азербејџанаца и Јермена, покушавајући да искористи један народ против другог.
Како је Баку производио 7 милиона тона нафте годишње (око 15% светске производње нафте), током Првог светског рата град је остао на видику главних зараћених сила. Иако је већина нафтних поља била у власништву Азербејџанаца, а мање од 5 одсто Јермена, већина права на производњу/дистрибуцију у Бакуу била је у власништву страних инвеститора, првенствено Британаца. Почетком 1918. Немачка је пребацила генерала Фридриха Фрајхера Креса фон Кресенштајна из похода на Синај и Палестину да успостави Немачку експедицију на Кавказу са циљем да заузме Баку. Као одговор, у фебруару 1918, Британци су послали генерала Лајонела Данстервила са трупама у Баку преко Ензелија, како би блокирали немачки потез и заштитили британске инвестиције. У међувремену, бољшевици су крајем 1917. изгубили контролу над нафтним пољима Грозни, а Баку је постао њихов једини извор нафте. Владимир Лењин је чак у једном од својих говора тврдио да „Совјетска Русија не може да преживи без Бакуске нафте“.

### Демографија и оружане групе
Пре Првог светског рата, становништво Бакуа, укључујући рт Баилоф, Бели град, нафтна поља и суседна села, износило је преко 200.000, распоређених на следећи начин: 74.000 привремених миграната из разних делова Русије, 56.000 Азербејџанаца из града и округа, 25.000 Јермена, 18.000 Персијанаца, 6.000 Јевреја, 4.000 Волшких Татара, 3.800 Лезгина, 2.600 Грузијаца, 5.000 Немаца, 1.500 Пољака и других националности са по око 1000 становника свака. Азербејџанци су чинили већину међу староседеоцима и поседовали су већи део земље укључујући и нафтна поља. Они су такође чинили већину радне снаге и мале трговачке класе, као и неке комерцијалне и финансијске службе. Нафтна индустрија је била у великој мери у власништву малог броја страних капиталиста.
Пре мартовских догађаја 1918. године, главне оружане групе у Бакуу састојале су се од 6.000 људи из остатака руске кавкаске армије која се повукла са османске линије фронта, око 4.000 људи јерменске милиције организоване под ЈРФ Дашнакцутјун, а недефинисан број војника Кавкаске домородачке коњичке дивизије расформиран је јануара 1918.

## Догађаји од 30. марта – 2. априла 1918
Када је 9. марта 1918. особље распуштене Кавкаске домородне коњичке дивизије стигло у Баку, Совјет је одмах ухапсио њеног команданта, генерала Талишинског. Тај потез изазвао је протесте азербејџанског становништва, уз повремене позиве да се пружи оружани отпор Совјету. Према историчару Фирузу Каземзадеху, Шаумјан је могао да спречи крвопролиће да је био мање импулсиван и тврдоглав. Само неколико дана раније, Шаумјан је добио телеграм од Лењина, у коме му је саветовано да „учи дипломатију“, али је овај савет игнорисан.
Мартовски сукоб 1918. покренут је инцидентом са паробродом Евелина. 27. марта 1918. године, педесет припадника Кавкаске домородачке коњичке дивизије стигло је у Баку овим бродом да присуствује сахрани свог колеге Мамеда Тагијева, сина познатог азербејџанског нафтног магната и филантропа Хаџи Зејналабдина Тагијева. М. Тагијев је убијен у окршају руско-јерменских снага у Ланкарану. Неки извори наводе да када су се војници вратили на брод Евелина да исплове из Бакуа 30. марта 1918, Совјет је добио информацију да је муслиманска посада брода наоружана и да чека сигнал за устанак против Совјета. Иако извештај није имао утемељење, Совјет је поступио по њему, разоружавши посаду која је покушала да пружи отпор. Други извори тврде да су Азербејџанци били узнемирени растућом војном снагом Јермена у Бакуу, и позвали су у помоћ јединице Кавкаске домородачке коњичке дивизије у Ленкорану. Њихов долазак изазвао је велику забринутост и међу бољшевицима и међу Јерменима, а када су званичници послати на пристаниште да покушају да открију шта су њихове намере, отерани су пуцњавом, а један број њих је убијен. На крају су ове придошлице разоружале јаче бољшевичке снаге, али када је 1. априла стигло више јединица Кавкаске домородачке коњичке дивизије, по Макдонеловим речима, „бакуски котао је прокључао“. Нико заправо не зна ко је испалио први хитац, али је врло брзо Баку постао бојно поље, са рововима и барикадама које су се ужурбано припремале по целом граду.
До 18 часова 30. марта 1918, Баку је био испуњен борбама. Совјетска страна, предвођена Шаумјаном, схватила је да почиње прави грађански рат и да су њене снаге недовољне против азербејџанских маса предвођених Мусаватом. Међу мењшевицима, социјалистичким револуционарима и кадетима (десничарским либералима) нашли су се савезници, који су обећали да ће подржати бољшевике као поборнике „Руске ствари“. Као одговор на то, Мусаватове новине Achiq Söz су приметиле да су се бољшевици и мењшевици борили целе године, али су се и једни и други ујединили против Мусавата чак и са кадетима и Дашнацима. Лист је такав савез приписао националним факторима и закључио да је покушај Совјета да изазове „једну националност против друге, уместо да води класни рат, био трагична капитулација демократије“.
Ујутро 31. марта, Азербејџанци који су се противили бољшевичком разоружавању Кавкаске домородачке коњичке дивизије одржали су протесте у Бакуу, захтевајући наоружавање муслимана. Азербејџанска бољшевичка организација Хумет покушала је да посредује у спору, предлажући да се оружје одузето од Кавкаске домородачке коњичке дивизије пребаци на чување Хумету. Шаумјан је пристао на овај предлог, али поподне 31. марта, када су се муслимански представници појавили пред совјетским руководством Бакуа да узму оружје, у граду су се већ чули пуцњи, а совјетски комесар Прокофиј Џапаридзе је одбио да обезбеди оружје. Он је обавестио руководство Хумета да је „Мусават покренуо политички рат“. Разговори су нагло прекинути када је пуцано на совјетске војнике. Бољшевици су оптужили муслимане за одговорност за инцидент и прекинули преговоре. Касније је Шаумјан признао да су бољшевици намерно користили изговор да нападну своје политичке противнике:
Требало је да пружимо отпор и искористили смо прилику првог покушаја оружаног напада на нашу коњичку јединицу и кренули у напад на целом фронту. Залагањем локалног Совјета и Војно-револуционарног комитета Кавкаске армије, који су се преместили овамо (из Тбилисија и Сарикамиша), већ смо имали оружане снаге – око 6.000 људи. Дашнакцутјун је такође имао 3.000 – 4.000 јаких националних снага, које су нам биле на располагању. Учешће ових потоњих дало је грађанском рату, донекле, карактер етничког масакра, али га је било немогуће избећи. Ишли смо на то намерно. Муслиманска сиротиња је тешко патила, али се сада окупља око бољшевика и Совјета.
Јермени су у почетку остали неутрални када је почела муслиманска побуна против Совјета. Партија Мусават је предложила савез са Дашнацима, али је одбијена. Јерменско руководство је повукло своје снаге у јерменске области Бакуа и ограничило своје деловање на самоодбрану. Увече 31. марта, митраљеска и пушчана ватра у Бакуу се појачала у пуноправну битку.
Ујутро 1. априла 1918. Комитет револуционарне одбране Бакуског Совјета је издао летак у коме је писало:
С обзиром на то да је контрареволуционарна партија Мусават објавила рат Совјету радничких, војничких и морнарских посланика у граду Бакуу и тиме угрозила постојање владе револуционарне демократије, Баку се проглашава за опсадно стање
Приморан да тражи подршку од муслиманског Мусавата или јерменског Дашнакцутјуна, Шаумјан, који је и сам Јерменин, изабрао је ово друго. Након почетних окршаја на улицама, Дашнаци су започели масакр, дивље убијајући војне елементе Мусавата и муслиманске цивиле без милости или дискриминације како у Бакуу, тако и у околним селима.
Постојали су описи снага Дашнака који су пљачкали, палили и убијали по муслиманским деловима града. Према Питеру Хопкирку, „Јермени су, видевши да најзад своје древне непријатеље у бекству, сада били у потрази за осветом“. У Бакуским округима Балахани и Рамани, већина муслиманских радника остала је на својим местима и избегавала битке, док сељаци нису били покренути да се придруже антисовјетским побуњеницима. Персијски радници су остали пасивни током свих борби, одбијајући да стану на било коју страну. Левичарски муслимански лидери, укључујући оне из СР-а и Хуметове партије, као што су Нариманов, Азизбеков, Буњат Сардаров и Кази-Магомед Агасијев, подржавали су совјетске снаге. Током битака, бољшевици су одлучили да употребе артиљерију против азербејџанских стамбених четврти у граду.
Поподне 1. априла, муслиманска делегација стигла је у хотел Асторија. Комитет револуционарне одбране им је поставио ултиматум и захтевао да представници свих муслиманских странака потпишу документ пре престанка гранатирања. Рано увече, споразуми су потписани и бомбардовање је престало. Борбе нису јењавале, међутим, све до ноћи 2. априла 1918. године, када су хиљаде муслимана почеле да напуштају град у масовном егзодусу. До петог дана, иако је већи део града још увек био у пламену, сваки отпор је престао, остављајући улице препуне мртвих и рањених, углавном муслимана. Тако је оружани сукоб између Мусавата и здружених совјетско-АРФ снага окончан 3. априла 1918. победом ових других.

## Жртве
У телеграму The New York Times-а из маја 1918. стоји да је „2.000 убијено, а 3.000 рањено у борби између Руса и муслимана“. Каснија публикација The New York Times-а из 1919. известила је – вероватно цитирајући азербејџанске званичнике – да је 12.000 људи убијено током мартовских дана 1918. Иста публикација је писала да су, према речима азербејџанских представника, бољшевици разбили муслимане уз помоћ Јермена који су желели да „избришу старе непријатеље и заузму њихову земљу”. Current History издање из 1920. навело је исти број од 12.000 жртава, као и неколико историчара.
Делегација Азербејџана на Париској мировној конференцији 1919. дала је следеће тумачење мартовских дана:
У том крволочном догађају, који је имао тако кобне последице по муслимане, главну улогу су имали Јермени, који су тада били у Бакуу, окупљајући се као и другде око своје националистичке партије (АРФ)... Истина је да су Јермени под кринком бољшевизма, навалили на муслимане и масакрирали током неколико страшних дана више од 12.000 људи, од којих су многи били старци, жене и деца.
Лидер Бакуског Совјета Степан Шаумјан тврдио је да је за два дана убијено више од 3.000 са обе стране. Међутим, у свом чланку из октобра 1918. за Јерменски хералд, издање Јерменске националне уније Америке са седиштем у Бостону, један од истакнутих лидера ЈРФ-а, Карекин Пастермађијан, тврдио је да је преко 10.000 Азербејџанаца и скоро 2.500 Јермена убијено током мартовских дана 1918.

Према Фирузу Каземзадеху,
бруталности су се наставиле недељама. Ни једна ни друга страна нису давали ни кварт: ни године ни пол нису поштовани. Огромне масе лутале су улицама, палећи куће, убијајући сваког пролазника који је идентификован као непријатељ, многе невине особе су страдале од руку и Јермена и Азербејџанаца. Борба која је започела као политичко надметање између Мусавата и Совјета попримила је карактер џиновске расне побуне.

## Последице
Непосредно након мартовских дана, многи од преживелих муслимана побјегли су у Јелизаветпољ (данас Ганџа) у централном Азербејџану. Док су Привремени извршни комитет Муслиманских националних савета и Мусават престали са својим активностима на територији губерније Баку, левичарске азербејџанске политичке групе, као што су СР и Хумет, имале су користи од развоја догађаја и постале ефективне вође Азербејџанске заједнице у Бакуу. Муслимански социјалистички биро апеловао је на Комитет револуционарне одбране да обештети неке од притужби неких муслимана.
Дана 13. априла 1918, у року од неколико дана од масакра, бољшевици су под вођством Степана Шаумјана прогласили Баку комуну. Ово ново тело је настојало да национализује нафтна поља у Бакуу, изазивајући гнев Британаца, и формирало је „Црвену армију Бакуа“, недисциплиновану и лоше вођену силу састављену углавном од регрута етничких Јермена. Иако су већину комесара (вође Бакуске комуне) чинили етнички Јермени, двојица од њих су били етнички азербејџански револуционари, Мешади Азизбеков и Мир Хасан Вазиров. Ипак, према азербејџанском схватању, Баку комуна је симболизовала бољшевичко-јерменски дослух настао из мартовског крвопролића.
Мартовски дани 1918. године имали су дубок утицај и на формулисање азербејџанских политичких циљева. Док су раније азербејџански лидери тражили само аутономију унутар руског домена, након масакра које су починили бољшевици у Бакуу, они више нису веровали у руску револуцију и обраћали су се Османлијама за подршку у постизању потпуне независности. Стога, када је 28. маја 1918. проглашена Азербејџанска Демократска Република, њена влада је одмах послала делегацију у Истанбул да разговара о могућностима отоманске војне подршке младој републици. Османски тријумвир, Енвер-паша, пристао је на захтеве Азербејџана и задужио свог брата Нуру-пашу да формира отоманску војну јединицу, познату као Кавкаска армија ислама, како би поново заузела Баку. Када су у јулу 1918. године отоманско-азербејџанске снаге поразиле „Црвену армију Бакуа“ у неколико кључних битака у централном Азербејџану, моћ бољшевика у Бакуу је почела да се распада под притиском руских социјалистичких револуционара, Дашнака и британских агената у граду. Дана 1. августа 1918. Баку комуну је заменила Центрокаспијска диктатура, која је очајнички позвала британску експедициону снагу од 1000 људи на челу са генералом Лајонелом Данстервилом у град. Ово се показало узалудним напорима и, суочен са огромном отоманско-азербејџанском офанзивом, савезници су побегли, а Кавкаска армија ислама је ушла у престоницу Азербејџана 15. септембра 1918.
Мартовски дани су довели до изражаја основне тензије између Јермена и Азербејџанаца. Мање од шест месеци након мартовског масакра, када су отоманско-азербејџанске снаге ушле у Баку, град је запао у хаос и скоро 10.000 Јермена је масакрирано. Специјална комисија коју је формирао Јерменски национални савет (ЈНС) пријавила је да је масакрирано укупно 8.988 етничких Јермена, међу којима је било 5.248 јерменских становника Бакуа, 1.500 јерменских избеглица из других делова Кавказа које су се налазиле у Бакуу и 2.240 Јермена чији су лешеви били пронађени на улицама, али чији идентитет никада није утврђен. Иако је ове бројке прикупио Јерменски национални савет, а неки су их довели у питање, с обзиром на општи ток догађаја, мало је вероватно да су биле много преувеличане.
Док су покушавали да побегну из Бакуа усред отоманско-азербејџанске офанзиве, бољшевички комесари из Бакуа одведени су бродом преко Каспијског мора у Красноводск, где их је затворила социјалреволуционарна транскаспијска влада, уз наводну подршку Британаца. Неколико дана касније, 20. септембра 1918. године, између станица Перевал и Ахча-Кујма на Транскаспијској железници, стрељано је 26 комесара.

## Анализа и тумачења
Према речима Мајкла Смита, муслимани су се суочили са поразом од стране Бакуског Совјета, праћеног „необузданом бруталношћу снага Дашнака“. Док их је Мусават након трагичних догађаја користио да негује национално сећање на бол, његов вођа М.А. Расулзаде је дао анализу која изгледа да одражава суштину исказа сведока. По Расулзадеовом мишљењу, бољшевици и њихове присталице дуго су настојали да умање Мусаватов утицај међу азербејџанским масама, а муслиманске елите су се осећале фрустрирано и немоћно пред овим притиском. Мартовски дани су били насилна кулминација у овом нападу руског бољшевизма на неприпремљени азербејџански народ.

### Азербејџански положај
Лидер Мусавата Мамед Амин Расулзаде је поводом мартовских дана изјавио:
За мартовске догађаје окривљен је Мусават. То је апсолутно неосновано, јер за објаву рата мора се имати бар физичка снага, која је недостајала Мусавату. Други оптужују Мусават да је изазвао мартовске догађаје бранећи идеју аутономије Азербејџана. Ово би у одређеној мери могло да личи на истину. Да смо се послушно клањали непријатељима наше слободе, ови догађаји се можда не би догодили. Али то нисмо могли. Ми смо отворено тражили аутономију Азербејџана, а то је повећало број наших непријатеља.
У совјетском Азербејџану, историјски извештаји о мартовским данима су направљени да би се подржале акције Баку Совјета и да би се Мусават осудио као кривац за трагедију. Совјетска историографија је такође покушала да потисне сећање на масакре из 1918. године и изоставила је чињеницу да су бољшевици користили јерменско-азербејџански етнички сукоб за освајање власти. Међутим, 1978. године, тадашњи вођа совјетског Азербејџана, Хејдар Алијев се у свом говору посвећеном 100-годишњици Степана Шаумјана присетио заборављених мартовских дана:
У марту 1918. у Бакуу је подигнута антисовјетска побуна Мусаватиста са намером да уништи совјетску владу. Захваљујући чврстој и одлучној акцији бољшевика, међутим, побуна је угашена.“
Тачно двадесет година касније, као председник независног Азербејџана, Хејдар Алијев је донео декрет којим је мартовске дане осудио као почетак геноцида над Азербејџаном. Текст председничког декрета из 1998. описује мартовске догађаје на следећи начин:
Искористивши ситуацију након завршетка Првог светског рата и фебруарске и октобарске револуције 1917. године у Русији, Јермени су почели да спроводе своје планове под заставом бољшевизма. Под паролом борбе против контрареволуционарних елемената, у марту 1918. Баку комуна је почела да спроводи злочиначки план чији је циљ био елиминисање Азербејџанаца из целе Бакуске покрајине.

### Совјетски став
Комитет револуционарне одбране Бакуског совјета је почетком априла објавио проглас у којем се објашњавају догађаји и њихови узроци. У саопштењу се тврдило да је побуна имала антисовјетски карактер и за догађаје окривила Мусават и његово руководство. Совјетова изјава тврди да је постојала пажљиво осмишљена завера Мусавата да збаци Бакуски совјет и успостави сопствени режим:
Непријатељи совјетске власти у граду Бакуу подигли су главу. Злоба и мржња са којима су гледали на револуционарни орган радника и војника почели су у последње време да се преливају у отворене контрареволуционарне активности. Појава штаба Дивље дивизије, на челу са демаскираним Талишкановим, догађаји у Ленкорану, у Мугану и у Шемахи, заузимање Петровска од стране дагестанског пука и задржавање пошиљки жита из Бакуа, претње Јелисаветпоља, и последњих неколико дана Тбилисија, да марширају на Баку, против совјетске власти, агресивни покрети оклопног воза Закавкаског комесаријата у Аџикабулу и, коначно, нечувено понашање Дивље дивизије на пароброду Евелина у пуцању на другове —све ово говори о злочиначким плановима контрареволуционара груписаних углавном око Бекове партије Мусават и чији је циљ свргавање совјетске власти.
Шаумјан је сматрао мартовске догађаје тријумфом совјетске власти на Кавказу:
Закавказје је ушло у период активне оружане борбе за совјетску власт. Три дана, 30, 31. марта и 1. априла, у граду Бакуу беснела је жестока битка. На једној страни се борила совјетска Црвена гарда; Црвена интернационална армија, коју смо недавно организовали; Црвена флота, коју смо за кратко време успели да реорганизујемо; и јерменске националне јединице. С друге стране, муслиманска дивља дивизија у којој је било доста руских официра, и банде наоружаних муслимана, предвођене Мусават партијом... За нас су резултати битке били сјајни. Уништење непријатеља је било потпуно. Ми смо им диктирали услове који су потписани без резерве. Више од три хиљаде је убијено на обе стране. Совјетска власт у Бакуу је одувек висила о концу, због отпора муслиманских националистичких партија. Ове партије предвођене феудалном интелигенцијом (бекови и ханови), које су се населиле у Јелисаветпољу и Тбилисију захваљујући деградираној и кукавичкој политици мењшевика, постале су веома агресивне и у Бакуу.... Да су преузели контролу над Бакуом, град би био проглашен престоницом Азербејџана и сви немуслимански елементи би били разоружани и убијени.
По мишљењу америчког историчара Тадеуша Светоховског, „у свом ентузијазму, Шаумјан се можда није сетио да је 1905. године сам оптужио царство да жање користи од муслиманско-јерменских масакра. Сумњиво је да се њему, за разлику од Азербејџанаца, наговестила нека сличност.“
Јосиф Стаљин, који је у то време био бољшевички народни комесар, изјавио је у листу „Правда” да су се мартовски дани десили у знак протеста против Закавкаског комесаријата у Тбилисију:
Цела Јерменија протестује против узурпације самопроглашене тифлиске „владе“, тражећи оставке посланика Сејма. А центар муслимана, Баку, тврђава совјетске власти у Закавказју, ујединио је око себе читаво источно Закавказје, од Ленкорана и Кубе до Јелисаветпоља, са оружјем у рукама заступа права народа Закавказја, који свим силама покушава да одржава везу са Совјетском Русијом.
Виктор Серж у Првој години руске револуције: „Совјет у Бакуу, предвођен Шаумјаном, у међувремену је постао владар области, дискретно, али непогрешиво. Након муслиманског устанка 18 (30) марта, морао је да уведе диктатуру. Овај устанак, подстакнут Мусаватом, поставио је татарско и турско становништво, предвођено њиховом реакционарном буржоазијом, против совјетске, коју су чинили Руси уз подршку Јермена. Расе су почеле да се кољу на улици. Већина турских лучких радника (амбала) или је остала неутрална или је подржавала црвене. У такмичењу су победили Совјети“.

### Јерменски став
Јерменски поглед на догађаје из марта 1918. документован је у писму које је надбискуп Баграт написао америчкој мисији у Бакуу. Писмо је почело оптужбом да се Азербејџанцима, као ученицима Турака и Немаца, не може веровати. Одбацивши тако азербејџанску верзију догађаја, Баграт је изјавио да су битку водили Мусават и Совјет, док су Јермени остали неутрални. Архиепископ је тврдио да су у борбама учествовали неки јерменски војници, али да су то само изоловани појединци за које Јерменски национални савет не може да сноси одговорност. Такође је тврдио да су Јермени током борбе дали уточиште за око 20.000 муслимана.
Јермени су били распаљени призором и јадним причама о неколико стотина хиљада избеглица које су успеле да се домогну Закавказја, бежећи пред отоманском војском. Сходно томе, када се руска армија распала, Јермени су сачували свој став против свих покушаја бољшевика, и били су једина сила на коју су савезници могли да рачунају у југозападној Азији током последње године рата. Два милиона Јермена Закавказја, увећаних за неколико стотина хиљада избеглица из Отоманског царства, истрајали су у својој лојалности Русији све док их Брест-Литовски уговор није испоручио Османском царству. Затим су кренули да формирају сопствену државу, која је успела да се одржи током периода анархије и глади које је бољшевизам донео Руском царству. На Мировној конференцији у Паризу, говорећи пред Већем десеторице, М. Ахаронијан, делегат Јерменске Републике Кавказа, изјавио је да два и по милиона Јермена у Закавказју жели да се удружи са Јерменима Османског царства како би формирали велику Јерменију. Према Михаелу П. Кроасану, ЈРФ је кренуо да се освети за прогон и геноцид који су Јермени претрпели од стране Османлија, док Тадеуш Свјетоховски наводи да „јерменски историчари не нуде објашњење политичких калкулација иза овај потез, који је за собом повлачио страшну одмазду, а они пре наговештавају неконтролисани емоционални излив“.

### Остале позиције
Према Фирузу Каземзадеху, Совјет је изазвао мартовске догађаје како би елиминисао свог најстрашнијег ривала – Мусават. Међутим, када су совјетски лидери дошли до ЈРФ-а за помоћ против азербејџанских националиста, сукоб се изродио у масакр са Јерменима који су убијали муслимане без обзира на њихову политичку припадност или друштвени и економски положај.
Након истраге, Научна служба немачког Бундестага дошла је до закључка да у стручној литератури и новинарству постоје различити прикази догађаја, инцидената и број жртава, што отежава поуздано извештавање.

### Међународно признање
Сенат државе Њујорк је 27. марта 2012. усвојио прву законодавну резолуцију Ј3784-2011 којом се 31. март 2012. проглашава за Дан сећања на Азербејџан и описује мартовске дане као геноцид који су „починили чланови јерменске партије Дашнак у договору са бољшевицима против Азербејџанаца“. Резолуцију је представио државни сенатор Џејмс Алеси на иницијативу чланова Азербејџанског друштва Америке и Азербејџанско-америчког савета.
Гувернер америчке државе Неваде Џим Гибонс је 31. децембра 2010. прогласио 31. март Даном сећања на масакре над азербејџанским цивилима из 1918. године, што је постало прво такво признање од стране институције америчке владе.

## Наслеђе
Председник Азербејџана Илхам Алијев отворио је 18. септембра 2013. године Меморијални комплекс Губа, који је посвећен жртвама мартовских дана. У октобру 2013. године, делегација француског Сената, на челу са сенатором Натали Гуле, положила је цвеће пред споменик и обележила сећање на жртве масакра.